# Вівсянка-інка тонкодзьоба
Вівсянка-інка тонкодзьоба (Xenospingus concolor) — вид горобцеподібних птахів родини саякових (Thraupidae). Мешкає в Перу і Чилі. Це єдиний представник монотипового роду Тонкодзьоба вівсянка-інка (Xenospingus).

## Опис

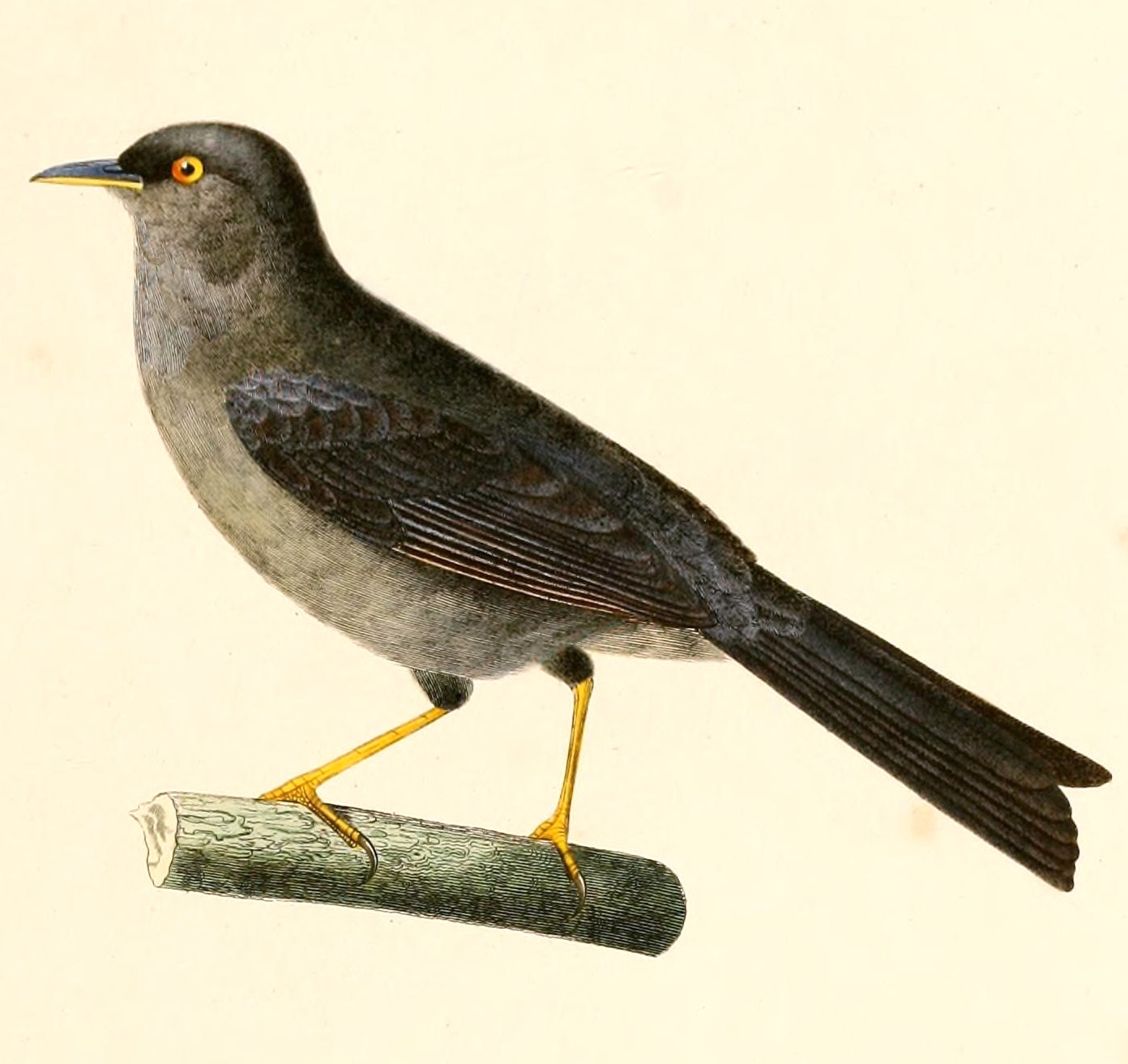
Тонкодзьоба вівсянка-інка (малюнок 1847 року)

Довжина птаха становить 15. Верхня частина тіла сіра, обличчя чорне. Нижня частина тіла дещо світліша, живіт білуватий. Дхвіст відносно довгий. Дзьоб і лапи жовті. У молодих птахів верхня частина тіла оливково-бура, нижня частина тіла жовтувато-охриста, поцяткована коричнюватими смужками. Виду не притаманний статевий диморфізм.

## Поширення і екологія
Тонкодзьобі вівсянки-інки мешкають в прибережних районах на південному заході Перу (від річки Рімак в регіоні Ліми на південь до Такни) та на північному заході Чилі (на південь до річки Лоа в регіоні Антофагаста). Вони живуть в галерейних лісах і чагарникових заростях на берегах річок та в садах. Зустрічаються на висоті до 500 м над рівнем моря.

## Поведінка
Тонкодзьобі вівсянки-інки зустрічаються парами, живляться переважно комахами. Сезон розмноження триває з грудня по червень. Гніздо кулеподібне, діаметром 11-13 см, сплетене з гілочок, розміщується на висоті від 1,5 до 2 м над землею в прибережних заростях.

## Збереження
МСОП класифікує стан збереження цього виду як близький до звгрозливого. За оцінками дослідників, популяція тонкодзьтобих вівсянок-інків становить менше 2000 птахів. Їм загрожує знищення природного середовища.